# Eustalomyia festiva
Eustalomyia festiva är en tvåvingeart som först beskrevs av Zetterstedt 1845.  Eustalomyia festiva ingår i släktet Eustalomyia och familjen blomsterflugor. Arten är reproducerande i Sverige. Inga underarter finns listade i Catalogue of Life.